# Charlotte Fever
Charlotte Fever est un groupe d'electropop issu de la nouvelle scène française. Formé en 2018, il est composé d’Alexandre Mielczarek et de Cassandra Hettinger, respectivement originaires de Versailles, chef-lieu du département des Yvelines, et de Chartres, en Eure-et-Loir. Ils composent et écrivent à deux et chantent principalement en français.

## Biographie
Alors étudiante à l’école de musique Atla, à Paris, Cassandra fait la rencontre d’Alexandre en 2011 par le biais d’un ami commun. Ce dernier est bassiste au sein du quatuor de dream pop psychédélique The Sandcherries, qu’il a cofondé avec Alexandre et pour lequel Cassandra réalise une série de photos promotionnelles.
Porté par un duo vocal mixte, le groupe The Sandcherries voit sa composition évoluer à plusieurs reprises et Cassandra intègre le projet en 2016, originellement en tant que choriste puis occupant par la suite un rôle de plus en plus prépondérant dans la composition des morceaux. Forts de cette collaboration réussie, Alexandre et Cassandra créent le duo Charlotte Fever lorsque le projet se sépare. Le 28 mai 2018, le groupe sort un premier deux titres autoproduit « Canicule » influencé tant par les rythmes solaires que les synthétiseurs analogiques des années 1980. Le duo tire son nom de celui de leur amie et manageuse, Charlotte Galané.
Cette année-là, le groupe se produit au Festival 36h Saint Eustache dans la nef de l'église Saint-Eustache à Paris, joue en clôture de la marche pour la fermeture des abattoirs organisée par L214 et collabore avec le groupe L’Impératrice sur le morceau « Geisha » dans le cadre de l’émission Les Récréations Sonores sur France Info.

## Premiers EPs (2018—2021)
Le 30 novembre 2018, Cassandra et Alexandre dévoilent un premier EP éponyme « Charlotte Fever » composé de 5 titres et accompagné d’un clip pour le morceau « Gang Naturiste », sur lequel ils travaillent conjointement avec le réalisateur Kevin Blain. Au printemps 2019, ils s’envolent pour une tournée de cinq dates en Corée du Sud et se produisent notamment sur la scène du KT&G 상상마당 à l’occasion du festival Live Club Day à Hongdae.
En septembre 2019, les Charlotte Fever se produisent dans six pays d’Amérique Centrale dans le cadre d’une tournée programmée par les 10 alliances françaises de la région (Guatemala, Honduras, Salvador, Nicaragua, Costa Rica et Panama). Leur venue est largement relayée par les médias locaux : ils font plusieurs apparitions sur des chaînes télévisées ainsi que sur des radios nationales. Ils présentent ainsi leur EP sur TVX au Salvador, donnent une interview à La Estrella de Panama et interviennent en direct sur TGW au Guatemala.
Le 12 février 2021, avec le soutien du Département des Hauts de Seine, le duo sort son second EP « Erotico » accompagné d’un recueil de nouvelles érotiques écrites par Lucie Brémeault et illustrées par Anna Wanda Gogusey, Léa Chassagne, Victoria Roussel et Adeline Schöne. Le single « JTM », issu de cet EP, est repéré par Netflix et apparaît dans la B.O. de la seconde saison de la série Emily in Paris.

## Premier album (2022)
La sortie de leur premier album est annoncée pour 2022.

## Discographie

### EP
2018 : Charlotte Fever (Riptide Records).
| Nº | Titre          | Durée |
| -- | -------------- | ----- |
| 1. | Voyeur         | 3:45  |
| 2. | Gang Naturiste | 3:43  |
| 3. | Prédateur      | 3:59  |
| 4. | Crève          | 4:17  |
| 5. | Tapage         | 3:59  |

2020 : Charlotte Fever (Remix) (Riptide Records).
| Nº | Titre                               | Durée |
| -- | ----------------------------------- | ----- |
| 1. | Voyeur (Nhyx Remix)                 | 3:45  |
| 2. | Gang Naturiste (Wugo Remix)         | 3:43  |
| 3. | Prédateur (Ruca Remix)              | 3:59  |
| 4. | Crève (Hardy’s Remix)               | 4:17  |
| 5. | Tapage (Vijay & Sofia Zlatko Remix) | 3:59  |

2021 : Erotico (Riptide Records).
| Nº | Titre                               | Durée |
| -- | ----------------------------------- | ----- |
| 1. | JTM                                 | 2:42  |
| 2. | Divine                              | 3:05  |
| 3. | Ci Sono Meduse                      | 4:16  |
| 4. | La Fille du Ciel                    | 3:49  |
| 5. | Le Bal de Minuit                    | 3:41  |
| 6. | Quand la Ville Dort (Niagara cover) | 4:56  |

### Singles
2018 : Canicule.
| Nº | Titre      | Durée |
| -- | ---------- | ----- |
| 1. | Bagatelles | 3:36  |
| 2. | Kunigonde  | 4:22  |

2020 : La Carioca.
| Nº | Titre      | Durée |
| -- | ---------- | ----- |
| 1. | La Carioca | 4:08  |

2020 : Tapage (Vijay & Sofia Zlatko Remix).
| Nº | Titre                               | Durée |
| -- | ----------------------------------- | ----- |
| 1. | Tapage (Vijay & Sofia Zlatko Remix) | 3:59  |

2020 : La Fille du Ciel.
| Nº | Titre            | Durée |
| -- | ---------------- | ----- |
| 1. | La Fille du Ciel | 3:49  |

2021 : Ci Sono Meduse.
| Nº | Titre          | Durée |
| -- | -------------- | ----- |
| 1. | Ci Sono Meduse | 4:16  |